# Blind Venus
Blind Venus（ブラインド・ヴィーナス）は、M-AGEの8cmシングル。

## 解説
1993年11月21日にリリースされた、M-AGEの4枚目で最後の8cmシングル及び楽曲。

## 収録曲
1. Blind Venus （作詞: KOICHIRO、作曲: MIYO-KEN）
2. Strange Future
3. Blind Venus (RADIO EDIT) （作詞: KOICHIRO、作曲: MIYO-KEN）

## その他の収録作品
- Blind Venus
  - INTERFACE （1993年12月16日、release mix）
  - RE:CONSTRUCTION 1991-1994 （2021年2月10日、release mix ※『INTERFACE』と同一）
- Strange Future
  - RE:CONSTRUCTION 1991-1994 （2021年2月10日）